# 21521 Hippalgaonkar
21521 Hippalgaonkar este un asteroid din centura principală de asteroizi.

## Descriere
21521 Hippalgaonkar este un asteroid din centura principală de asteroizi. A fost descoperit pe 23 mai 1998 la Socorro, New Mexico, în cadrul proiectului LINEAR. Asteroidul prezintă o orbită caracterizată de o semiaxă mare de 2,56 ua, o excentricitate de 0,17 și o înclinație de 8,1° în raport cu ecliptica.